# 応援歌
応援歌（おうえんか）は、団体（主に学校やスポーツチーム）およびその団体に属する人や選手を励まし、士気を鼓舞・応援する目的の歌のこと。応援曲（おうえんきょく）とも呼ばれる。
日本国内においては数の上で学校の応援歌が相当数なものであり、広義としては校歌や寮歌（日本特有の歴史背景・文化面から捉えて、校歌や応援歌を広義として寮歌に含まれるとする解釈もある）とともに学生歌（学校歌）の一部であるといえるが、それぞれの定義が曖昧であり、応援歌なのか学生歌なのか、または寮歌なのか区別が困難な曲も存在する。
なお、受験や失恋などのような人生や日常生活上のことに関して個人を鼓舞・応援するための歌はここでいう応援歌とは区別して「応援ソング」と呼ばれることが多い。またサッカーの応援では応援歌の類を「チャント」（chant）と呼んでいる。

## 日本プロ野球
元々は、後述する大学の応援歌のように球団公認となっている球団歌や応援歌などを用いるのがメインであったが、1978年に広島東洋カープの私設応援団が初めて選手別応援歌を制作した（最初に制作した選手は山本浩二）。その後、1980年代にはすべての球団において、選手別応援歌が存在するようになった。現在ではレギュラー選手のほとんどに、選手別応援歌が存在する。
1980年代には既に存在する曲の替え歌が多かったが、次第に私設応援団が作詞・作曲するオリジナルの曲が多くなっていった。また一部のチームにおいては、球団主導でプロのミュージシャンに作詞・作曲・編曲を依頼し、選手別応援歌のカセットテープやCDが発売されるまでになった。ただし球団主導で作った選手別応援歌のクオリティが低い場合には、私設応援団がそれとは異なる応援歌を自作して球場で演奏するという現象もしばしば生じた。そのため2000年代前半になると、球団主導で選手別応援歌を作るパターンは次々に廃止されていった。
2004年には、阪神タイガースの私設応援団「中虎連合会」が、応援歌CDの売り上げなどによって得られる著作権絡みの収入を違法に得ていたことが発覚する。そのため2005年以降、阪神の選手別応援歌については、ヒッティングマーチ管理委員会（2008年に、「ヒッティングマーチ委員会」に改称）が著作権等を一元管理することになった。これに伴い、阪神タイガース・広島東洋カープ・読売ジャイアンツ・中日ドラゴンズの応援歌CDを発売していたコロムビアミュージックエンタテインメントが、応援歌CDの発売予定を中止した（阪神は前年の2004年より発売中止、過去販売分も全て廃盤になった）。
演奏には一般的にトランペットのB♭管が多く使用されている。そのため選手別応援歌で一番多い音階調は、変ロ長調となっている。かつてはトランペットのほかに、トロンボーンも使用されていたが、2000年ごろからあまり使用されなくなった。東北楽天ゴールデンイーグルスなどでは、トロンボーンが現在も使用されている。
2020年からは、新型コロナウイルスの感染拡大防止のため、球場でトランペットを演奏したり、声を出したりする応援はされていなかった。多くのチームでは、応援団が録音した応援歌を場内のスピーカーで流して、ファンがそれに合わせて手拍子で応援するという工夫がされていたが、2023年には例年通りのトランペット演奏や声出し応援が復活した。

## Jリーグ（プロサッカー）
Jリーグの場合、クラブ公認の応援歌と、サポーターによる応援歌（チャント）の二つのタイプがある。前者はオリジナル曲をクラブにゆかりのある著名なミュージシャンが制作する場合が多い。後者は選手や状況によって様々な応援歌が存在するが、FC東京の「東京ブギウギ」のように既存の楽曲を使用するケースが目立つ。選手応援歌は替え歌が多い。

## J-POP・J-ROCK
J-POPや日本のロック音楽が利用される場合もある。どこからが応援歌か否か、という定義は明確にはなされていない。
歌詞とまったく無関係なのに応援歌として使われることも多々ある。例としては、1996年にデビューしたSPEEDの楽曲が学校で起用されるなどといったことがあった。また最近ではSMAPやB'zがテレビ朝日のスポーツ番組の主題歌を使用しており、その曲が応援歌として扱われることも多くある。
変わったところでは、日本テレビの番組である24時間テレビのチャリティマラソンではランナーを元気付けるため、たくさんの応援歌が流れる。

### 日本人表拍ノリ論争
日本人の拍手は表拍（ダウンビート）が多いとされる。
日本、日本人の音楽には最初の1拍を打つ表拍の曲が多いと指摘されることがある。
一方、海外、西洋人は裏拍（バックビート (音楽用語)）で拍手して応援する場合も多いとされる。例）クイーン (バンド)「ウィ・ウィル・ロック・ユー」

### マラソン、サッカー、高校野球の応援など近年で頻繁に流れる曲として
- 赤い鳥 (フォークグループ)「翼をください」
- 荻野目洋子「恋してカリビアン」
- 岡村孝子「夢をあきらめないで」
- 爆風スランプ「Runner (爆風スランプの曲)」
- 大事MANブラザーズバンド「それが大事」
- ZARD「負けないで」
- SMAP「世界に一つだけの花」
- Superfly「タマシイレボリューション」
- 椎名林檎「NIPPON (椎名林檎の曲)」

など
甲子園大会では
- 山本リンダ「狙いうち」
- 「宇宙戦艦ヤマト」アニメ主題歌
- 「ルパン三世のテーマ」アニメテーマ曲
- ピンク・レディー「サウスポー」
- 嶋大輔「男の勲章」
- 岩崎良美「タッチ」タッチ・アニメ主題歌
- 光GENJI「パラダイス銀河」
- THE BLUE HEARTS「TRAIN-TRAIN」
- X JAPAN「紅」
- JITTERIN'JINN、Whiteberry「夏祭り (JITTERIN'JINNの曲)」
- THE 真心ブラザーズ「どか〜ん」
- CHAGE&ASKA「YAH YAH YAH」
- 「情熱大陸」オープニングテーマ曲
- センチメンタル・バス「Sunny Day Sunday」
- B'z「ultra soul」
- 大塚愛「さくらんぼ (曲)」
- THE HIGH-LOWS「日曜日よりの使者」
- ももいろクローバーZ「行くぜっ!怪盗少女」
- 「千本桜 (曲)」
- NHKテレビ連続ドラマ「あまちゃん」オープニングテーマ曲

等がよく使われている。

## 相撲
戦前の大相撲の応援歌といえば、軍歌が該当した。しかし日本全体でリベラル色が強まった昭和30年代にはモダンな雰囲気の「相撲部屋応援歌」が製作された。

## 大学
大学でも学歌や校歌以外に応援歌・マーチが存在する。
プロ野球や他のスポーツの応援で多用されるものには既存曲の替え歌（歌詞のみを変更したもの）が多いが、大学の応援歌は独創的なものがほとんどで、古い大学の応援歌・寮歌・学生歌などは中学校や高校が付属校・系列校に限らず、歌詞を自校用に変えて応援歌に用いているものも多い。

### 応援歌

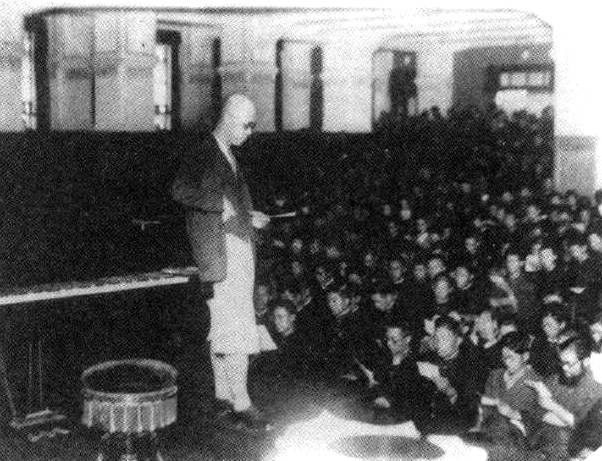
応援歌の指導を行う山田耕筰（1930年、明治大学）

通常は歌詞つきを前提にしたもの。歌名として固有の独創的な曲名が付けられているものの他にも、単に「応援歌」（××大学応援歌）もしくは「第一応援歌」（××大学第一応援歌）などとなっているものもある。数としては後者の方が多い。また、既存曲を流用した替え歌的なものも存在する。
※下記に紹介記述したものは、報道メディアなどでの露出がある程度あるもの、他に流用例が多い場合の元曲、特記があるものに限定している。有名であるとは認められるが、基本的にその大学の応援歌としてしか歌われていない曲、流用が数例程度なものなどは基本的に対象外とする。なお、基本的には各校の応援歌の詳細については各大学記事などを参照のこと。
- 「エッサッサ」（日本体育大学）
上半身裸・素足で雄叫びを上げる。考案：平井一。前身の日本体育会体操学校（大正時代）から寮生により受け継がれている。スポーツイベントのアトラクションに採用されたり、同大学卒の体育教師により赴任校の生徒に紹介される場合が多い。曲や歌というより、マスゲーム（集合離散・肉体）の美の強調と掛け声的なつくりになっている。
- 「近大節」（近畿大学応援部）
この歌を流用・拝借した同じ曲調と節回し、類似の歌詞の歌が長い年月をかけて全国の大学や高校の間に広まったが、現在は、近畿大学応援団OB会が、歴史的な経緯と共にその著作権を主張しており、無断での公的な使用を一切禁止している[7]。但し、前述主張とは別に歌の起源は日大予科節に遡るという説も存在する[8]。また、近畿大学の起源も日本大学である。
- 「青山ほとり」（東京農業大学）
通称「大根踊り」としてスポーツ応援報道などを中心に演舞シーンが度々紹介されている。曲そのものより踊りの方が一般的には有名。大根を小道具に用いるためこのように呼ばれる。

### マーチ
広義では応援歌に含まれるが主に歌詞がないインストロメンタルな楽器演奏のみの場合や若干のコールのみの曲を示す。誕生した当初はもっぱらマーチと呼んでいたが、純音楽用語としての本来的なマーチ（行進曲）とは運用が異なることから後年は単に応援曲と呼ぶ例も多くなってきている。近年では複数のマーチやファンファーレを連続的に演奏する傾向が強まっており、それを「チャンスパターン」と呼んでいる。
基本的にはブラスバンドによる演奏のもとで行われ、応援者が歌詞を交えてコールを行う例も多い。これを指揮するのは一般的には応援団（部）内のリーダーと呼ばれる団員（部員）が行う場合が基本形で、そのような場合は団（部）の幹部が務めるのが通例となる。単独または複数人による振りを演じ、形には各団（部）毎に独自の趣向を凝らしている。空手の正拳突きを取り入れているものが多く、習得するために団員（部員）を空手部に修行に出すところもある。
現在プロ野球の応援でよく見られる打者ごとに演奏曲が変るヒッティングマーチ形式の応援も、元々は大学野球、特に東京六大学野球の応援で最初に野球応援に導入されたマーチ応援が起源で、それが流行して徐々に広まっていって現在の形になったものである。大学野球などでは一般的には、『選手個人を応援するのではなく、学校・チームの応援・母校の代表の応援である』との解釈から、マーチ等はその学校独自のものを作って演奏する。一方プロ野球などはマーチ応援導入初期の頃は大学野球応援の模倣であったが、次第にエンターテイメントとしての楽しみ方・盛り上げ手法の一つとしての応援という風潮が強まっていき、応援参加者に飽きさせないためのバラエティ面からの必要性と、日本国内のアマチュア野球に多く見られるチーム主体の文化とは異なったチームは個の集まりと捉える傾向の違いにより、現在のような選手個人毎に応援する形式に定着していった。
なお、歴史が浅い大学の応援部・応援団や、大学自体の歴史に関わらず団体としての設立が浅い応援部・応援団では、逆輸入的にプロ野球や高校野球の応援を模倣してヒッティングマーチ形式の応援を取り入れているパターンも多く見られる。ヒッティングマーチ形式の応援は既存曲の流用がやりやすいため、演奏の構成や準備が容易であることと、全く知らない参加者にも容易に受け入れやすいというメリットがある一方で、チームとしての独自性は発揮・維持しにくい。
以下は、当該大学のオリジナルマーチ一覧（歴史的に意義がある場合を除き、オリジナル曲という観点から既存曲を流用したものは最初の採用校であっても対象外）。
- 「コンバットマーチ」（早稲田大学応援部創作）→（マーチのはしりで、多くの応援の場面で多用されている）
- 「大進撃」（早稲田大学応援部創作）
- 「ダイナマイトマーチ」（早稲田大学応援部創作）→（横浜大洋ホエールズ・横浜ベイスターズの選手汎用応援曲に流用）
- 「ダッシュケイオウ」（慶應義塾大学應援指導部創作）

早稲田大学のコンバットマーチに対抗してその誕生の約1年後に作られた。早稲田のコンバットマーチと同様に他校や広島東洋カープ選手汎用応援曲、元近鉄の栗橋茂の個人応援歌など、他の分野の応援場面での流用が多い。
- 「突撃のテーマ」（慶應義塾大学應援指導部創作）
- 「ビクトリーマーチ」（東京大学運動会応援部創作）
- 「ノックアウトマーチ」「神風」（明治大学応援団創作）
- 「覇者明治」（明治大学応援団創作）
- 「狙いうち」（明治大学応援団が最初に導入）※曲自体は既存曲であるが、作詞者が同大学OBであることから全国で最初にスポーツ応援に導入され後に全国に流布していった。中日ドラゴンズのチャンステーマにもなっていた。
- 「チャンス法政」（法政大学応援団創作）→（高校野球の応援を中心に流用が多く、プロ野球でも法政大出身のロッテ・島田茂、ヤクルト・稲葉篤紀の個人応援歌に用いられた）
- 「東大アトム」（東京大学運動会応援部が最初に導入）[注 6]
- 「立教ポパイ」（立教大学体育会応援団が最初に導入）
- 「ダッシュ青山」（青山学院大学応援団創作）
- 「トライアルグリーン」（東京農業大学全学応援団創作）
- 「コンバットマーチ」（駒澤大学体育会應援指導部ブルーペガサス創作）→早稲田大学のコンバットマーチとは別のもの。区別のため「駒大コンバット」とも呼ばれる。その流用である駒大苫小牧「チャンス」は原曲とは細部が若干異なる。
- 「Let's Go KG」（関西学院大学応援団創作）
- 「國大ファイター」（國學院大學全學應援團創作）
- 「撃砕」（東洋大學応援指導部で使用。同大応援歌「若葉の杜」をアレンジしたもの）
- 「伝統日体・獅子の舞・荏原体育」（日本体育大学応援団創作）日体大コール[注 7]（アメリカンフットボール部考案）
- 「セントポールマーチ」（立教大学体育会応援団）
1927（昭和2）年にアメリカから来日した「フレスノ野球団」から伝承された「St. Paul's Will Shine Tonight（セントポールは今宵輝く）」が原曲[10][11]。この応援歌をさらに流用した応援マーチ（応援曲）が同大学の応援で長らく使用されており、それが高校野球、中でも天理高校の甲子園大会の応援で古くから使われたため比較的知名度の高い曲（ただし採用の理由は立教大学とは関係がなく、アメリカのマーチ集に掲載されていた原曲の「Our boys will shine tonight」を直接採用したもの[12]）。プロ野球でも、阪神タイガースの選手（野手）の応援でこの応援歌が「ヒッティング・マーチ2番」として使われている。

### 寮歌
新制大学認定時に旧制高等学校などから昇格した大学、それらを吸収・併合した大学の多くは、旧制時代の寮歌（寮歌自体は旧制時代に限らないが、数や歌の認知度において旧制のものが多い）をそのまま継承しているところがほとんどで、それらの寮歌も応援歌として愛用しているところが多い（詳細は寮歌の項を参照）。

### 校歌
校歌を応援歌として使用する場合もある。その場合も、1.そのまま歌う、2.アップテンポにアレンジ、3.完全にマーチとしてアレンジしてマーチング校歌として演奏する など応用例がいくつかある。

## 高等学校・中学校・小学校

### 応援歌・応援
基本的には、大学に準じた情況となっているが、大学よりはオリジナル度は低く、有名な応援歌や寮歌などをそのまま拝借している場合や、プロ野球応援を模倣する例も多い。これらの学校の場合、多くは吹奏楽部を持っていることから、応援における演奏は吹奏楽部が担当するのが通例となっており、プロ野球のようにトランペット単独の応援スタイルを採るケースは極めて稀なケースになる。なお、プロ野球などの応援によく見られる相手チームの攻撃がアウトになったときに当該選手を茶化すような演奏や声援なども以前はよく行なわれていたが、教育的観点から好ましくないという理由で高野連が規制・指導したことから、現在は習慣的に行なわれていない。

### マーチ
日本の高校野球などで行なわれるマーチ応援自体は必ずしも全てがプロ野球応援の模倣ではないが、打者ごとに演奏される曲が変わるヒッティングマーチ形式の応援はプロ野球応援からの伝播・模倣である。
近年では高校でも、大学ばりに応援用のオリジナルのマーチを作曲（多くの場合、吹奏楽部・ブラスバンド部としても有名校である）するスポーツ強豪校なども現れている。
朝日新聞が2008年の第90回全国高等学校野球選手権記念大会全国大会に出場した代表55校を調査したところ、応援歌として以下のような楽曲が採用されていたという（カッコ内は使用していた学校数）。
1. アフリカン・シンフォニー（50校） - 1987年に智辯学園和歌山高等学校が第69回全国高等学校野球選手権大会に初出場した際、同校吹奏楽部顧問の吉本英治がアレンジして採用したのが始まり[13]。
2. ファンファーレ（44校） - 別名「天理ヒット」。天理高等学校吹奏楽部OBによる編曲。リチャード・ボウルズ「マクシンカッキー序曲」が原曲。
3. 狙いうち（29校）
4. サウスポー（28校）
5. 紅（23校）
6. ルパン三世のテーマ（22校）
7. どか〜ん（18校）
8. タッチ（17校） - アニメ「タッチ」の主題歌
9. ポパイ・ザ・セーラーマン（16校） - アニメ「ポパイ」の主題歌
10. （それぞれ15校ずつ） 
  - すきすきソング - アニメ「ひみつのアッコちゃん」第1作のエンディングテーマ
  - 夏祭り
  - 海のトリトン（GO! GO! トリトン） - アニメ「海のトリトン」の主題歌

また、テレビ朝日のバラエティ番組『アメトーーク!』が2017年の第99回全国高等学校野球選手権大会について調べた、応援歌の人気曲は以下の通りであったという。
1. アフリカン・シンフォニー（36校）
2. サンバ・デ・ジャネイロ（英語版）（26校）
3. ウィ・ウィル・ロック・ユー（26校）
4. エル・クンバンチェロ（22校） - ラファエル・エルナンデス作曲
5. サウスポー（21校）
6. ルパン三世のテーマ（20校）
7. 紅（18校）
8. SHOW TIME（17校）
9. SEE OFF（17校）
10. SGラッシュ優勝戦（16校） - 「パチスロモンキーターン」BGM、千葉ロッテマリーンズのチャンステーマ3

その他、以下の応援歌が有名である。
- 智辯和歌山高校の「ジョックロック」- 野球の得点チャンス時の応援で有名なマーチ。
- 天理高校の「天理ファンファーレ」

#### オリジナルマーチ一覧
※歴史的に意義がある場合を除き、オリジナル曲の要覧という観点から既存曲（一般流布曲）を流用したものは最初の採用校であっても対象外とする。
| 都道府県 | 学校名                                                 | 曲名（備考） |
| -------- | ------------------------------------------------------ | --- |
| 青森県   | 青森山田高校                                           | YAMAKO COMBAT |
| 岩手県   | 釜石高校 （旧：釜石南高校）                            | チャンス釜高（旧：チャンス釜南） |
| 秋田県   | 明桜高校 （旧：秋田経済大附属高校→秋田経法大附属高校） | 明桜コンバット（旧：経附コンバット） |
| 群馬県   | 東京農大二高                                           | ビクトリーファンファーレ セブンティーンマーチ 二高ブラスト 二高サンバ |
| 群馬県   | 前橋育英高校                                           | Run and GO ゲインアビクトリー |
| 茨城県   | 常総学院高校                                           | もののふ |
| 千葉県   | 拓大紅陵高校                                           | 燃えろ紅陵 チャンス紅陵 |
| 千葉県   | 習志野高校                                             | レッツゴー習志野 - 同校OBの元ロッテ・福浦和也の応援歌としても使用された。 |
| 埼玉県   | 浦和高校                                               | ウイニングマーチ |
| 埼玉県   | 浦和学院高校                                           | 浦学サンバ - 「1」から「5」までが存在し、「3」は「ハイサイおじさん」と並ぶ沖縄県勢の代表的な応援曲としても知られる。 |
| 埼玉県   | 県立春日部高校                                         | 英姿颯爽 - 「鼓舞激励」「英姿颯爽」の2曲をまとめたもの（2曲ともオリジナル）。 常勝春高 - 「前奏ラテン」「ビッグウェーヴ・マーチ」「勇者春高」の3曲をまとめたもの（3曲ともオリジナル）。 勇者春高 - 「英姿颯爽」「常勝春高」が完成するまでに、単独で使用されていたオリジナルマーチ。 |
| 埼玉県   | 県立川越高校                                           | ファイティングマーチ Winner 川高 BLAZING ライトニングマーチ スパイラル |
| 埼玉県   | 春日部共栄高校                                         | ガッツ WIN |
| 東京都   | 日大三高                                               | Come on!! Chance Chance Chance |
| 神奈川県 | 東海大相模高校                                         | ガッツ東海 |
| 神奈川県 | 横浜高校                                               | 第五応援歌 - 曲名は「応援歌」だが歌詞のないマーチである。「横高マーチ」は前奏の「ファンファーレ法政」を指す。 |
| 山梨県   | 東海大甲府高校                                         | 東海マーチ 燃えろ東海 押せ押せ東海 |
| 山梨県   | 山梨学院高校                                           | BIG WAVE ハリケーン |
| 石川県   | 星稜高校                                               | 星稜コンバット |
| 三重県   | 三重高校                                               | 煌（きらめき） ファンファーレG〜ヴィクトリー三重 |
| 和歌山県 | 智弁和歌山高校                                         | レッドブレーズ |
| 和歌山県 | 市立和歌山高校 （旧：市立和歌山商高）                  | レッツゴー市高（旧：レッツゴー市和商） V W ICHIKO90 |
| 奈良県   | 天理高校                                               | ワッショイ |
| 奈良県   | 智弁学園高校                                           | 三番 |
| 奈良県   | 郡山高校                                               | 郡高音頭 |
| 奈良県   | 奈良大付属高校                                         | 青のプライド |
| 京都府   | 龍谷大平安高校                                         | あやしい曲（怪しいボレロ） さわやかI〜IV HEIAN イカツイやつ |
| 京都府   | 京都外大西高校                                         | コンバットマーチ・C コンバットマーチ・D コンバットスイング コンバットロック 歓喜西高 |
| 京都府   | 京都すばる高校                                         | すばるマーチ |
| 大阪府   | PL学園高校                                             | ウイニング（旧：ノックアウトマーチ） ヴィクトリー ヤサカ |
| 大阪府   | 金光大阪高校                                           | 金光マーチ |
| 大阪府   | 大阪桐蔭高校                                           | You are スラッガー アルプス・キダ・タロー |
| 広島県   | 広陵高校                                               | チアソング |
| 佐賀県   | 早稲田佐賀高校                                         | チャンス早稲田佐賀〜最高の夏にしようぜ！〜 - 元千葉ロッテマリーンズ応援団長、現東北楽天ゴールデンイーグルス応援プロデューサーのジントシオとの合作。 |
| 熊本県   | 県立熊本高校                                           | 第一応援歌 第二応援歌 |

## 企業（社会人スポーツ）
ここでは前項と同様に、主に野球について扱う。

### 応援歌
社会人野球は大学野球と似て各チームに伝統的な応援歌が存在するほか、TDKやエイジェックなど新しいポップスの曲を高頻度で採用するチームも存在する。また、四国銀行の『呼び込み君』や明治安田の『スシ食いねェ！』、パナソニックの『ドレミの歌』など、流行りに依らずどの年代も盛り上がりやすい曲が採用される点で、同様に既存曲を使うことの多い高校野球は大きく異なる応援スタイルを持つ。
既存の野球応援歌からの流用においては、大学野球からの流用が大半を占めるものの、JR東日本東北がNPB東北楽天のチャンステーマを流用するなど、地域の繋がりを重視した流用も存在する。

### マーチ
社会人野球の応援の特徴の一つに、マーチ形式の応援が多用されることが挙げられる。高校や大学と比較して、歌唱パートが少なくコールに偏重する傾向がある。著名なマーチを列挙する。
- 「新日鉄マーチ」（かつての新日本製鐵系列チームで共通したもの。合併後の現在でも日本製鉄山口や日本製鉄室蘭シャークスなど日鉄系の企業・クラブチームで採用されている。NPB阪急の弓岡敬二郎など、新日鉄出身選手に度々流用された。）
- 「ダイヤモンドマーチ」「バーニングマーチ」「マーチ東京ガス」（いずれも東京ガス。1つのチームに3つマーチ応援歌が存在する例は珍しい。）

### チャンステーマ
ここでは、当該チーム発祥であり、かつ著名なものを挙げる。
- 「ファイター」（三菱自動車岡崎の応援歌。NPB読売ジャイアンツに流用。）
- 「全開Honda」（Honda系列3チームの応援歌。健大高崎高校に流用。）
- 「チャンス」「スパート」（NTT系列チームの応援歌。千葉黎明高校に流用された他、日本海リーグ滋賀の日下部光に流用されるとの公式発表があった。）
- 「輝彦」（セガサミーの応援歌。千葉黎明高校に流用。）
- 「ボンバーかずさ（ボンバー君津）」（日本製鉄かずさマジックの応援歌。千葉黎明高校に流用。）
- 「ファイヤー」（シダックスが制作。セガサミー、中央学院高校に流用。中央学院高校では「シダックスファイヤー」と呼称。）

### 社歌
社会人野球においては、社歌をチャンステーマとしているチームが存在する。
- 「笑顔のトビラ」（明治安田の社歌。作曲は大黒摩季。チャンス時はテンポを速めて演奏し、後奏の代わりにコールを挟む。）